# Pīrnaq
Pīrnaq (persiska: پیرنق) är en ort i Iran.   Den ligger i provinsen Ardabil, i den nordvästra delen av landet, 400 km nordväst om huvudstaden Teheran. Pīrnaq ligger 1 812 meter över havet och antalet invånare är 231.
Terrängen runt Pīrnaq är huvudsakligen kuperad, men åt sydost är den platt.Runt Pīrnaq är det ganska tätbefolkat, med 139 invånare per kvadratkilometer. Närmaste större samhälle är Nīr, 6,7 km söder om Pīrnaq. Trakten runt Pīrnaq består i huvudsak av gräsmarker.